# باشگاه فوتبال پونفرادینا
باشگاه فوتبال پونفرادینا (اسپانیایی: SD Ponferradina‎) باشگاه فوتبالی است که در شهر پومفرادا قرار دارد و در سال ۱۹۲۲ تأسیس شده‌است.  این باشگاه هم‌اکنون در سگوندا دیویسیون قرار دارد.